# Trattato di Novgorod (1326)
Il trattato di Novgorod, firmato il 3 giugno 1326 nell'omonima città, segnò la fine di lunghe contese fra la Norvegia e la Repubblica di Novgorod nella regione settentrionale del Finnmark, contese che si protraevano da decenni. Con questo accordo venne stipulato un armistizio di 40 anni. Tre anni prima la Repubblica di Novgorod aveva firmato il trattato di Nöteborg, con il quale poneva termine ad un conflitto simile con la Svezia.
Il trattato non stabiliva confini precisi fra i due stati, bensì si limitava a stabilire quale parte della popolazione Sami doveva pagare tributi all'una o all'altra nazione, lasciando fra le due una specie di zona cuscinetto. Il trattato non venne mai abrogato da una delle due parti e rimase in vigore fino al XIX secolo. Esso portò ad una situazione in cui i Sami venivano costantemente sfruttati, con alcune popolazioni costrette a pagare tasse contemporaneamente a tutte le potenze confinanti.